# Silver City (New Mexico)
Silver City is een plaats (town) in de Amerikaanse staat New Mexico, en valt bestuurlijk gezien onder Grant County.

## Demografie
Bij de volkstelling in 2000 werd het aantal inwoners vastgesteld op 10.545.
In 2006 is het aantal inwoners door het United States Census Bureau geschat op 9992, een daling van 553 (-5,2%).

## Geografie
Volgens het United States Census Bureau beslaat de plaats een oppervlakte van
26,3 km², geheel bestaande uit land. Silver City ligt op ongeveer 1923 m boven zeeniveau.

## Plaatsen in de nabije omgeving
De onderstaande figuur toont nabijgelegen plaatsen in een straal van 64 km rond Silver City.